# История почты и почтовых марок Мальдив
История почты и почтовых марок Мальдив условно подразделяется на колониальный период (до 1965 года) и период государственной независимости Мальдив, архипелага в Индийском океане. Мальдивы эмитируют собственные почтовые марки (с 1906) и входят во Всемирный почтовый союз (ВПС; с 1967).

## Развитие почты
Датой учреждения почтовой связи и появления первой (временной) почтовой марки на Мальдивах считается 9 сентября 1906 года.
Во время Второй мировой войны (1943—1945) в Адду на атолле Ган действовало почтовое отделение № 150 полевой почты британской армии («Field Post Office 150»).
15 августа 1967 года получившие независимость Мальдивы были приняты во Всемирный почтовый союз.
Значительной вехой в истории почты архипелага стал 1980 год, когда почтовой связью были охвачены другие атоллы, открылись первые почтовые отделения на островах Б. Эйдафуши (B. Eydhafushi), Д. Кудахуваду (Dh. Kudahuvadhoo) и Л. Хитадао (L. Hithadhaoo) (25 октября 1980 года), начало работать второе почтовое отделение в Мале (3 ноября того же года).
В 1981 году на Мальдивах были введены почтовые индексы и напечатан первый справочник почтовой индексации.
С 1 июля 1982 года мальдивская почта является участницей Азиатско-Тихоокеанского почтового союза.
7 мая 1983 года было открыто почтовое отделение в Адду на атолле Ган.
В начале 1990-х годов мальдивская почта начала оказывать современные виды почтовых услуг, такие как:
- экспресс-почта EMS (9 сентября 1990),
- национальная спешная почта fastPOST service (14 февраля 1991),
- электронная почта (10 мая 1991),
- почтовые переводы (9 сентября 1991).

13 июня 1993 года состоялось торжественное открытие Центра обработки почты атоллов, предназначенного для централизованного обмена почтой с капитанами судов, курсирующих между Мале и остальными островами архипелага.
24 июля 1994 года почтовые отделения начали работать на всех обитаемых островах Мальдив, где ещё не функционировали почтовые отделения.

## Выпуски почтовых марок

### Стандартные марки
Первыми почтовыми марками, поступившими в обращение на островах, были марки Цейлона шести номиналов с изображением Эдуарда VII с надпечатками «Maldives» («Мальдивы»), выпущенные 9 сентября 1906 года. Когда эти марки закончились, использовались почтовые марки Цейлона без надпечатки до тех пор, пока 15 мая 1909 года не были эмитированы первые оригинальные марки с надписью «Maldives» («Мальдивы»). Это была серия из 12 марок с изображением минарета пятничной мечети в Мале.
В 1933 году вышел новый выпуск из 10 почтовых марок с тем же рисунком, который оставался в почтовом обращении до 1950 года, когда на смену ему пришла серия из девяти марок с изображением пальмы и парусной лодки, номиналы которой были обозначены в новой валюте, от 2 лари до 1 рупии, дополненная в 1952 году двумя марками.
В 1956 году появился очередной стандартный выпуск Мальдив, на марках низких номиналов которого была изображена гавань Мале, а на марках более высоких номиналов — форт и правительственные здания. На стандартном выпуске 1960 года номиналами от 2 лари до 100 рупий фигурировали местные достопримечательности и ландшафты, причём марки самых высоких номиналов (25, 50 и 100 рупий) были в обращении в качестве налоговых.

### Памятные марки
В том же 1960 году увидела свет первая серия памятных марок Мальдив, отметившая Летние Олимпийские игры в Риме.
Выпуски памятных марок были посвящены 55-летию первой почтовой марки Мальдив (10 марок и блок, 1961), годовщине обращения населения островов в ислам (1964), первой годовщине независимости (серия из двух марок с изображением национального флага, 1966), провозглашению республики (две марки, 1968).
После провозглашению Мальдив республикой 11 ноября 1968 года надпись на почтовых марках — «Republic of Maldives» («Мальдивская Республика»).
В результате заключения мальдивской почтовой администрацией договора с одним из иностранных филателистических агентств, предоставившего агентству право готовить, выпускать и продавать за рубежом марки Мальдив, стало выпускаться большое количество почтовых марок и блоков с разновидностями (с зубцами разных размеров и беззубцовых), не относящейся к островам тематики (европейская живопись, Олимпийские игры, флора и фауна и т. д.). До 1982 года напечатана примерно тысяча марок (без учёта разновидностей).
Значительное увеличение выпуска почтовых марок наблюдалось с июня 1987 по октябрь 1994 года, когда было напечатано 90 различных марок.

### Почтовые блоки
Почтовый блок из серии 1961 года, посвящённой 55-летию первой почтовой марки Мальдив, стал первым блоком этой страны. До 1982 года напечатано около ста почтовых блоков.

## Филателистические выставки
9 сентября 1981 года состоялась филателистическая выставка, посвящённая 75-летию мальдивской почты.